# Municipi de Kiruna
Kiruna (en suec: Kiruna kommun) és un municipi del Comtat de Norrbotten, al nord de Suècia. El seu centre administratiu està situat a Kiruna.

## Localitats
Hi ha 7 localitats (o àrees urbanes) al Municipi de Kiruna:
| # | Localitat    | Població |
| - | ------------ | -------- |
| 1 | Kiruna       | 18,154   |
| 2 | Vittangi     | 789      |
| 3 | Jukkasjärvi  | 519      |
| 4 | Svappavaara  | 394      |
| 5 | Kuttainen    | 364      |
| 6 | Karesuando   | 313      |
| 7 | Övre Soppero | 220      |

El centre administratiu és en negreta

## Agermanaments
El Municipi de Kiruna manté una relació d'agermanament amb la següent localitat:
- Arkhànguelsk, Rússia

## Fills il·lustres
- Börje Salming, jugador d'hoquei sobre gel